# Jardín Botánico de Jerusalén
El Jardín Botánico de Jerusalén (en hebreo: הגנים הבוטניים האוניברסיטאיים בירושלים) es un jardín botánico de 5 hectáreas de extensión, que se encuentra dentro del área nacional del estado de Israel, en la ciudad de Jerusalén, próximo al Knéset. 
En un principio era un organismo dependiente de la Universidad Hebrea de Jerusalén. A partir del año 1994 se separó de la Universidad, siendo en la actualidad una entidad legal independiente. 
Presenta trabajos en la "International Agenda Registrant" y pertenece como socio del BGCI. Su código de identificación internacional como institución botánica, así como las siglas de su herbario es HUJ.

## Localización

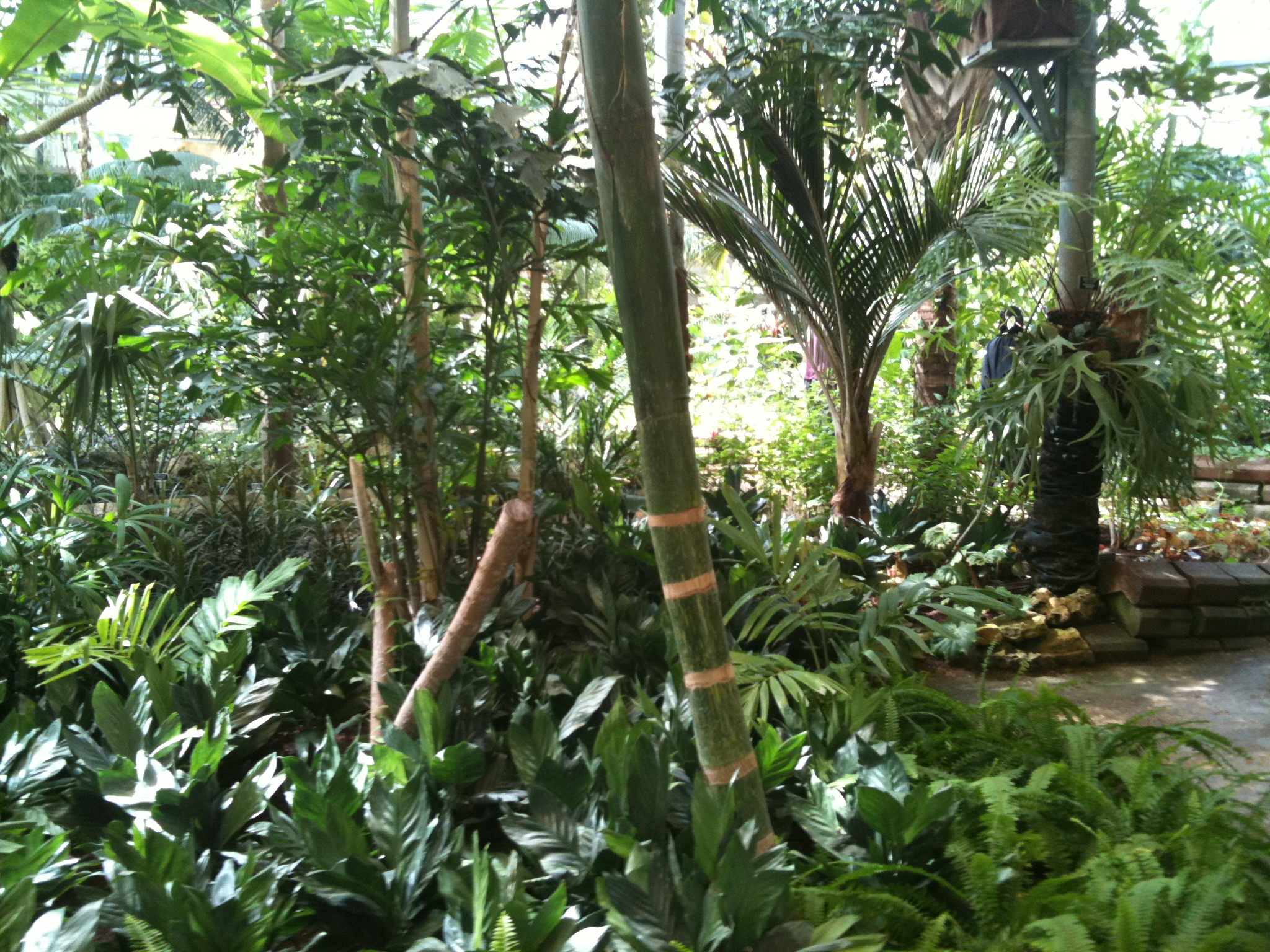
Invernadero tropical en el Jardín botánico de Jerusalén.

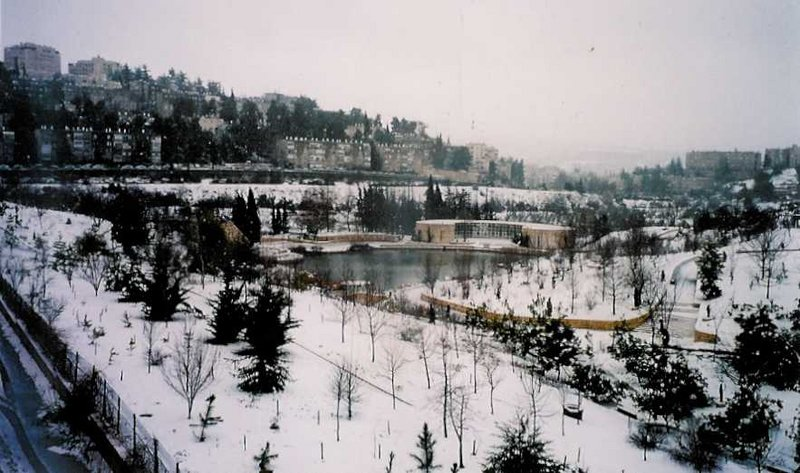
Jardín botánico de Jerusalén.

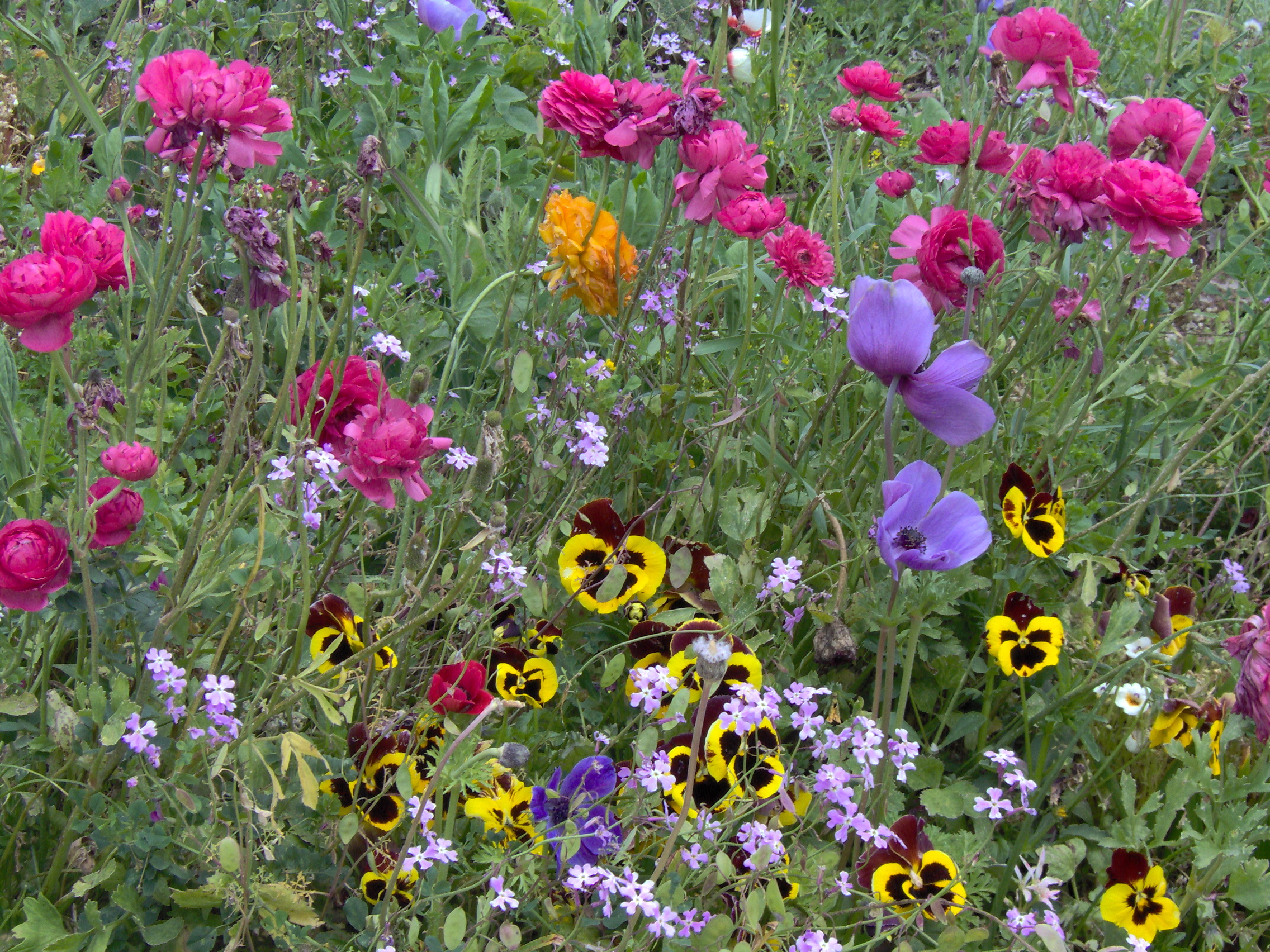
Plantas de Israel en el Jardín botánico de Jerusalén.

Botanical Garden of Jerusalem Guivat Ram, 91904 Jerusalem-Jerusalén, 91904 Israel.
Planos y vistas satelitales.31°46′1.2″N 35°12′3.6″E / 31.767000, 35.201000
Se encuentra abierto todos los días del año.
- Promedio anual de lluvia: 550 mm
- Altitud: 600.00 m s. n. m.
- Área bajo cristal: 2000 metros
- Área bajo sombra: 35 metros
- Área total: 20 hectáreas (con el "Jardín Botánico Ein Gedi", jardín satélite situado en el Mar Muerto)

## Historia
En el año 1981 se constituyó una asociación del Jardín botánico, que estaba formada por la Universidad Hebrea de Jerusalén, el consistorio de la ciudad de Jerusalén, la Fundación Nacional Judía, la Fundación de Jerusalén, la Fundación CG, y la Sociedad de Amigos de los Jardines Botánicos. Desde este momento inicial, el Jardín Botánico de Jerusalén no ha dejado de crecer y mejorar sus instalaciones. 
El Jardín Botánico de Jerusalén abrió al público en 1985, con los siguientes acontecimientos en su evolución:
- 1986 – Se inauguró el Invernadero tropical
- 1989 – Empezaron las plantaciones de especímenes de Sudáfrica
- 1990 – Algunas obras de acondicionamiento, tales como vallas de cerramientos, la plaza de entrada Hank Greenspan, el Centro de Visitantes Dvorsky y el restaurante.
- 1994 - Se separa de la Universidad Hebrea de Jerusalén, y es administrado desde el año 1996 por la asociación del jardín botánico.[1]

## Colecciones
Se encuentran distribuidas en dos zonas:
- El área norte, con 120.000 metros cuadrados.
- El área sur, comprende unos 60.000 metros cuadrados.

El trazado del jardín y las plantaciones de los especímenes se muestran según la distribución geográfica, en vez de seguir un método sistemático de presentación. En las últimas plantaciones, las plantas se han distribuido según la clasificación botánica de órdenes, familias, géneros y especies.
- Herbario con 3 000 especímenes
- Index Seminum
- Sociedad de amigos del botánico

La sección dedicada a Japón contiene más de 150 árboles bonsais, siendo la mayor concentración de árboles bonsaisen el mundo.
Los 500 metros de longitud del "Sendero Bíblico" están plantados con más de 70 especies de las que los científicos han identificado de los 400 tipos de plantas mencionados en la Biblia.
Con respecto a las especies de plantas amenazadas, el objetivo del jardín botánico es la creación de un germoplasma para proteger las especies amenazadas de la región y de la totalidad de Israel.

## Actividades
- Departamento Educativo: se estableció para familiarizar a los estudiantes de todas las edades con la Naturaleza, y en particular con las plantas del mundo.
- Escuela de estudios de paisajismo y jardinería: uno de los objetivos básicos del jardín botánico es el entrenamiento de personal de jardinería que vocacionalmente quiera aprender en este campo y en el estudio del paisajismo de los jardines. También se imparten cursos de entrenamiento para adultos, exsoldados y nuevos inmigrantes, siendo una invalorable contribución para la sociedad en general.
- Investigaciones aplicadas: la colección de plantas del jardín botánico, con su amplia variedad de especies, es un gran banco de datos, que nos sirve como base para la investigación en un gran número de campos. Por ejemplo, se está investigando en la aclimatación en Israel de la Stevia rebaudiana, una especie de la familia Asteraceae, como fuente de endulzante bajo en calorías.